# Palaquium glabrifolium
Palaquium glabrifolium là một loài thực vật có hoa trong họ Hồng xiêm. Loài này được Merr. mô tả khoa học đầu tiên năm 1919.